# Herrentorte
Die Herrentorte wurde 1932 vom Mönchengladbacher Konditormeister Hermann Heinemann erfunden.

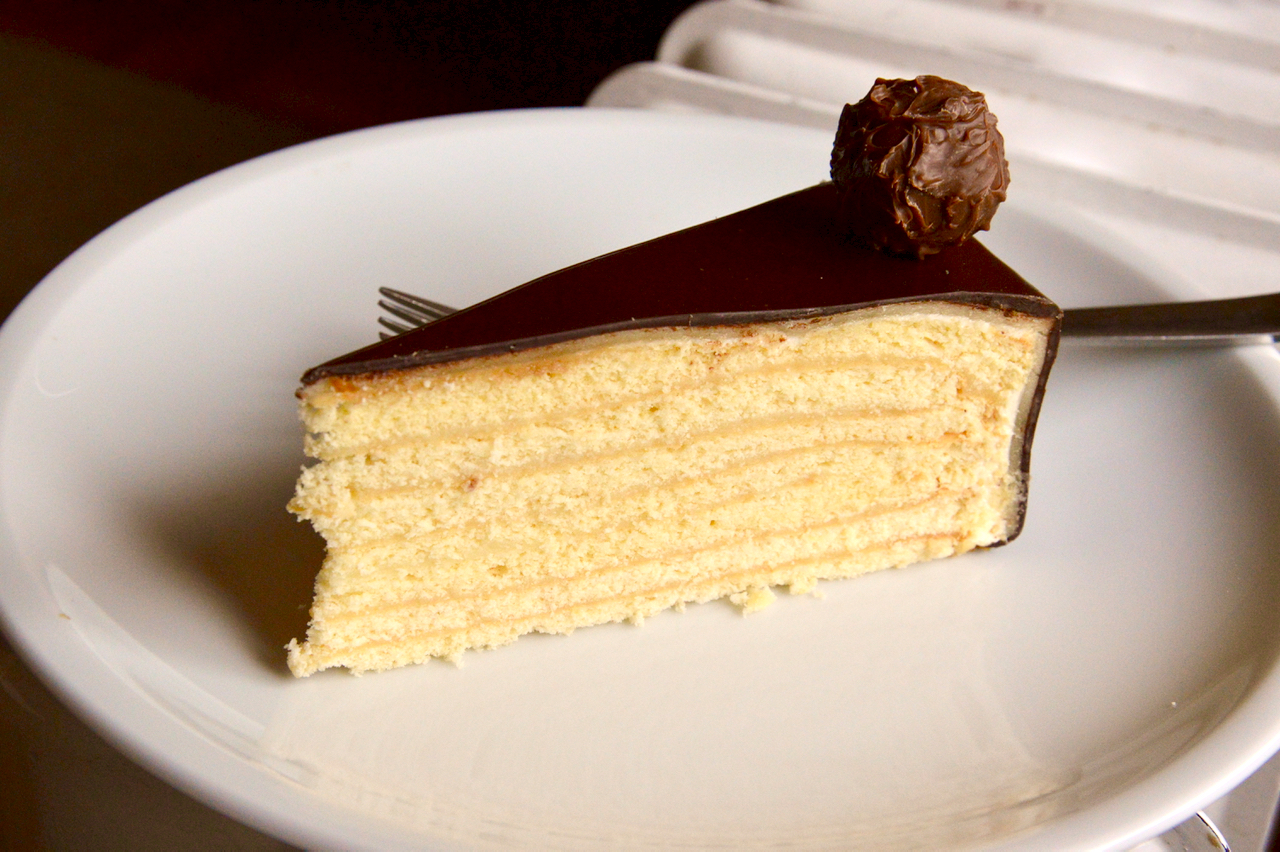
Ein Stück Herrentorte von der Konditorei Cron und Lanz in Göttingen

Eine Herrentorte ist eine Torte, die aus mehreren, einzeln gebackenen Wiener Böden besteht und die mit einer Kuvertüre aus Bitterschokolade überzogen wird. Zwischen den Böden ist sie mit Weincreme gefüllt.
Der Begriff Herrentorte wird mitunter auch für eine herzhaft gefüllte Pastete in Tortenform benutzt, wobei es ebenfalls kein verbindliches Standardrezept gibt. Oft werden für die Füllung Frischkäse und Schinken verwendet.

## Trivia
- Das Präfix „Herren“- wird im Lebensmittelgewerbe traditionell für Produkte eingesetzt, die aufgrund unterschiedlich ausgeprägter geschmacklicher Wahrnehmung von „Gefahraromen“ wie Gärung/Alkohol („verdorben“) oder Bitterstoffe („giftig“) tendenziell weniger Anklang bei Frauen (und Kindern) finden; vergleiche auch „Herrenschokolade“ oder „Herrenkonfitüre“.
- Als „Singende Herrentorte“ bezeichnet sich der Unterhaltungskünstler Helge Schneider.